# Erigeron moupinensis
Erigeron moupinensis là một loài thực vật có hoa trong họ Cúc. Loài này được Franch. mô tả khoa học đầu tiên.